# ريتشارد فرنسيس
ريتشارد فرنسيس (بالإنجليزية: Richard Holman)‏ هو سياسي أمريكي، ولد في 23 أغسطس 1943 في الولايات المتحدة. حزبياً، نشط في الرابطة الديمقراطية غير الحزبية في داكوتا الشمالية ‏.